# Zbigniew Ciesielski
Pour les articles homonymes, voir Ciesielski.
Zbigniew Ciesielski (1er octobre 1934 - 5 octobre 2020) est un mathématicien polonais, spécialisé dans l'analyse fonctionnelle et la théorie des probabilités.

## Formation et carrière
Ciesielski est né à Gdynia, en Pologne. Il obtient en 1960 son doctorat de l'université Adam-Mickiewicz de Poznań avec une thèse intitulée O rozwinięciach ortogonalnych prawie wszystkich funkcji w przestrzeni Wienera (« Sur les développements orthogonaux de presque toutes les fonctions dans l'espace de Wiener ») sous la direction de Władysław Orlicz. 
Il est professeur à l'Institut de mathématiques de l'Académie polonaise des sciences depuis 1969 et membre de l'Académie depuis 1973. En 1974, il est conférencier invité du Congrès international des mathématiciens à Vancouver,. Il est président de la Société mathématique de Pologne de 1981 à 1983.
Les principaux domaines de recherche de Ciesielski sont l'analyse fonctionnelle, en particulier les bases de Schauder dans les espaces de Banach, et la théorie des probabilités, en particulier la théorie mathématique du mouvement brownien.

## Prix et distinctions
- 1964 : Prix Stefan-Banach
- 1974 : Ordre Polonia Restituta : Croix de Chevalier
- 1984 : Ordre Polonia Restituta : Croix d'Officier
- 1992 : Médaille Stefan-Banach
- 1988 : Polish State Award (pl) du 1er degré
- 2000 : Médaille Sierpiński
- 2004 : Membre honoraire de la Société mathématique de Pologne
- 2014 : Diplôme honorifique de l'Université de Gdańsk